# Gerode
Gerode ist ein Ortsteil der Landgemeinde Sonnenstein im Landkreis Eichsfeld in Thüringen und ist eine um das Kloster Gerode entstandene Siedlung.

## Lage
Gerode liegt an der Kreisstraße 203 südlich von Weißenborn-Lüderode und ungefähr zwölf Kilometer nordöstlich von Leinefelde-Worbis im Nordosten des Eichsfeldes. Die Ortslage befindet sich in einem Tal in den nördlichen Ausläufern des Ohmgebirges. Wichtige Erhebungen in der Gemarkung sind der Heuberg (389 m) im Süden, der Krantberg (455,6 m) im Südwesten und der Winkelberg (415 m) im Westen. Etwas südlich entspringt die Geroder Eller und dessen erster Zufluss, der Pfannenbrunnen. Allein in der Ortslage wurden vier Mühlen betrieben wurden: die Alte und Neue Klostermühle, die Geröder Mühle und die Schreckenmühle bzw. Schreckenhagener Mühle.
Am Rande des Klostergeländes befindet sich die Schlagbaumlinde, ein etwa 400–500 Jahre alter Baum. Dort hat sich einmal ein Schlagbaum befunden, an dem Wagen bei der Ein- und Ausfahrt zum Klostergelände kontrolliert werden konnten.

## Geschichte
Der Ort Gerode wurde erstmals am 7. Dezember 1124 urkundlich erwähnt. Das ursprüngliche Dorf besaß bereits eine eigene Kirche (popularis  ecclesia), bevor in diesem Ort das Kloster Gerode errichtet wurde. Vermutlich fand hier auch ein Markt statt, der 1143 nach Lüderode verlegt wurde. Das Dorf ist dann in dem Kloster aufgegangen und war Mitte des 13. Jahrhunderts verschwunden.

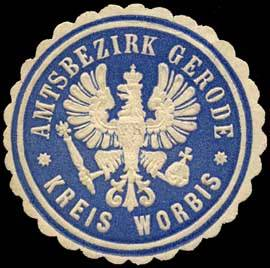
Siegelmarke des Amtsbezirkes Gerode um 1900

Das Kloster mit eigenem Gerichtsbezirk hatte eine bewegte Geschichte, bevor es 1803 während der Säkularisation aufgehoben wurde. Das ehemalige Kloster wurde als staatliche Domäne verpachtet und in der folgenden Zeit siedelten sich in der Ortschaft wieder Menschen an. Vom 19. Jahrhundert bis 1929 bildete Gerode für die umliegenden Dörfer einen eigenständigen Amtsbezirk im preußischen Landkreis Worbis. Unter anderem war Bernhard von Minnigerode stellvertretender Amtsvorsteher für die Amtsbezirke Gerode und das benachbarte Bockelnhagen. 1910 lebten 100 Einwohner in dem kleinen Ort, 10 weitere Bewohner zählten zum Forstgutsbezirk Gerode mit dem dazugehörigen Forsthaus.
1946 löste man die Staatsdomäne im Zuge der Bodenreform auf und der Besitz wurde an Kleinbauern und Umsiedler aus den deutschen Ostgebieten verteilt und übereignet. Die nicht zerstörten Gebäude, die den Krieg überstanden, wurden Kinderheim, Jugendwerkhof und später Unterkunft für die Grenztruppen der DDR und dann Schulungszentrum für einen Großbetrieb aus Leipzig. Die Bauern gingen in den 1950er Jahren den Weg der Kollektivierung ihrer Höfe. Die Gebäude vom Kloster übernahm 1994 ein gemeinnütziger Verein für gesundheitliche Bildung und Fürsorge.